# Région Papaloapan (Veracruz)
La région Papaloapan, est l'une des 10 régions administratives de l'État de Veracruz, au Mexique, et est localisée dans sa partie sud-est, au bord du golfe du Mexique. Elle est bordée au sud par l'État de Oaxaca, et est traversée du nord au sud par le fleuve Río Papaloapan, dont elle tire son nom. Il convient de ne pas la confondre avec région limitrophe de même nom, située au sud dans l'État de Oaxaca, et qui comprend les sources du Río Papaloapan.

## Géographie

Régions de Veracruz, la région Papaloapan porte le n°8

La région Papaloapan s'inscrit dans la partie centrale et partie basse du bassin versant du fleuve Río Papaloapan. Elle est limitrophe à l'est des régions de Los Tuxtlas et Olmeca. Elle est limitrophe au sud, dans l'État de Oaxaca, de la région homonyme de Papaloapan, puis à l'ouest, dans l'État de Veracruz, des régions de Las Montañas et de Sotavento. Elle couvre une superficie de 10 461 km2, et était peuplé en 2010 de 560 267 habitants.
Elle est administrativement formée des 22 municipalités suivantes :

Municipalités de la région Papaloapan

- 1) Tierra Blanca
- 2) Ignacio de la Llave
- 3) Alvarado
- 4) Tres Valles
- 5) Cosamaloapan de Carpio
- 6) Ixmatlahuacan
- 7) Acula
- 8) Tlacotalpan
- 9) Saltabarranca
- 10) Lerdo de Tejada
- 11) Ángel R. Cabada
- 12) Otatitlán
- 13) Tlacojalpan
- 14) Tuxtilla
- 15) Chacaltianguis
- 16) Carlos A. Carrillo
- 17) Amatitlán
- 18) José Azueta
- 19) Isla
- 20) Juan Rodríguez Clara
- 21) Playa Vicente
- 22) Santiago Sochiapan